# کاغنوت
کاغنوت (به ارمنی: Կաղնուտ) یک سکونتگاه مسکونی در ارمنستان است که در استان سیونیک واقع شده‌است.  در  کیلومتری جنوب کاپان، مرکز استان سیونیک واقع شده است.

## خصوصیات
کاغنوت ۵٫۸۴ کیلومترمربع مساحت و ۱۱ نفر جمعیت دارد و در ارتفاع  متر بالاتر از سطح دریا قرار گرفته است.